# Maria João Pinho
Maria João Pinho é uma actriz portuguesa natural de Teamonde, Carregosa (concelho de Oliveira de Azeméis).

## Biografia
Frequentou dois anos do curso de "Animação e Produção Artística" do Instituto Politécnico de Bragança. O curso não a atraiu embora gostasse das disciplinas de Expressão Dramática e de Literatura Dramática. No Teatro de Estudantes de Bragança (TEB) participa no espetáculo "Solstício de Verão" e depois na peça “A Castro”, uma versão do irlandês John Clifford, que foi representada 13 vezes sempre com lotação esgotada. 
Em 2003 participou em “A Resistível Ascensão de Arturo Ui”, de Bertolt Brecht, com encenação de Kuniaki Ida. Concluiu o Curso de Interpretação da Academia Contemporânea do Espectáculo, no Porto. Em 2005 entrou em “The Laramie Project”, de Moisés Kaufman, com encenação de Diogo Infante e Marco d’Almeida.
Quando estava a terminar o curso participa num casting da NBP (Plural) que foi à escola à procura de atores. Em 2005 estreia-se com a personagem Tânia da novela “Dei-te Quase Tudo” da TVI. Participa também na curta-metragem “Utensílios do Amor” de Telmo Martins.
Em 2008 participa no filme "A Corte do Norte" de João Botelho. Em 2010 participa no filme "Mistérios de Lisboa" de Raul Ruiz.
Participa nas peças "Morte de Um Caixeiro Viajante" (TEP) e "A Visita" (Teatro Nacional). No TEP participa em "Do alto da Ponte" de Arthur Miller. Por ocasião de Guimarães Capital da Cultura (2012) participa na peça A Morte de "Danton" com enecenação de Jorge Silva Melo. Seguem-se as peças "O Mercador de Veneza" e "Chove em Barcelona".
É nomeada a vários prémios com os filmes "A Vida Invisível" (2013) de Vítor Gonçalves e "Os Maias - Cenas da Vida Romântica" (2014) de João Botelho.
Participa na telenovela Mar Salgado da SIC. Participa também no filme "Montanha" de João Salaviza. Em 2016 entra na série "Terapia" da RTP e no filme Sequem as Lágrimas, Ouçam a Pintura das Palavras de João Botelho.

## Filmografia

### Cinema
- Restos do Vento, personagem Ana (2022)
- Ruth (2018)
- Sequem as Lágrimas, Ouçam a Pintura das Palavras (2016)
- A Montanha (2015)
- Variações de Casanova (2014)
- Os Maias, personagem Condessa de Gouvarinho (2014)
- A Vida Invisível, personagem Adriana (2013)
- Em Câmara Lenta, personagem Constança (2012)
- A Morte de Carlos Gardel, personagem Cristiana (2011)
- Mistérios de Lisboa, personagem Condessa de Vizo (2010)
- A Vida Privada de Salazar, personagem Felismina (SIC, 2009)
- A Corte do Norte, personagem Olímpia (2008)

### Televisão
| Ano         | Projeto                                       | Papel                  | Notas                   | Canal |
| ----------- | --------------------------------------------- | ---------------------- | ----------------------- | ----- |
| 2005 - 2006 | Dei-te Quase Tudo                             | Tânia Gameiro          | Elenco Principal        | TVI   |
| 2006 - 2007 | Doce Fugitiva                                 | Verónica Medeiros      | Elenco Principal        | TVI   |
| 2008        | Casos da Vida "Todos Os Homens Nascem Iguais" | Isabel Almeida Nunes   | Elenco Principal        | TVI   |
| 2007 - 2008 | Resistirei                                    | Dra. Ana Fontes        | Elenco Adicional        | SIC   |
| 2009        | A Vida Privada de Salazar                     | Felismina              | Elenco Principal        | SIC   |
| 2009        | Rebelde Way                                   | Mariana                | Elenco Principal        | SIC   |
| 2009        | Pai à Força                                   | Polícia                | Elenco Adicional        | RTP1  |
| 2011        | Maternidade                                   | Alice                  | Elenco Adicional        | RTP1  |
| 2011        | Mistérios de Lisboa                           | Condessa de Viso       | Elenco Principal        | RTP1  |
| 2012        | Liberdade 21                                  | Beatriz                | Elenco Adicional        | RTP1  |
| 2013        | Bem-Vindos a Beirais                          | Isabel                 | Elenco Adicional        | RTP1  |
| 2014 - 2015 | Mar Salgado                                   | Amélia Queiroz         | Co- Antagonista         | SIC   |
| 2015        | Os Maias                                      | Condessa de Gouvarinho | Elenco Principal        | RTP1  |
| 2016        | Terapia                                       | Ana Velez              | Protagonista            | RTP1  |
| 2017 - 2018 | Paixão                                        | Alice Oliveira Dias    | Elenco Principal        | SIC   |
| 2018 - 2019 | A Teia                                        | Vera Cardoso           | Elenco Principal        | TVI   |
| 2019        | Amar Depois de Amar                           | Raquel Macedo          | Protagonista            | TVI   |
| 2019        | Sul                                           | Mulher de António      | Elenco Adicional        | RTP1  |
| 2019 - 2020 | Luz Vermelha                                  | Pilar Martins          | Elenco Principal        | RTP1  |
| 2020        | Conta-me como Foi                             | Manuela                | Elenco Adicional        | RTP1  |
| 2020        | Conta-me como Foi                             | Odete                  | Elenco Adicional        | RTP1  |
| 2021        | Glória                                        | Sofia                  | Elenco Principal        | RTP1  |
| 2022 - 2023 | Praxx                                         | Júlia                  | Co- Protagonista (OPTO) | SIC   |
| 2022 - 2023 | Sangue Oculto                                 | Carmo Pereira de Mello | Co- Antagonista         | SIC   |
| 2023        | Cavalos de Corrida                            | Lúcia                  | Protagonista            | RTP1  |
| 2024 - 2025 | Senhora do Mar                                | Leonor Pires           | Elenco Principal        | SIC   |

### Curtas-metragens
- Aula de Condução (2015)
- Um Cadáver Chamado Alfredo (2013)
- Casa c/ Piscina, curta-metragem (2011)
- Sr. Artur, curta-metragem (2009)
- A Vinha, curta-metragem (2008)
- Utensílios do Amor, curta-metragem (2006)